# Damodar

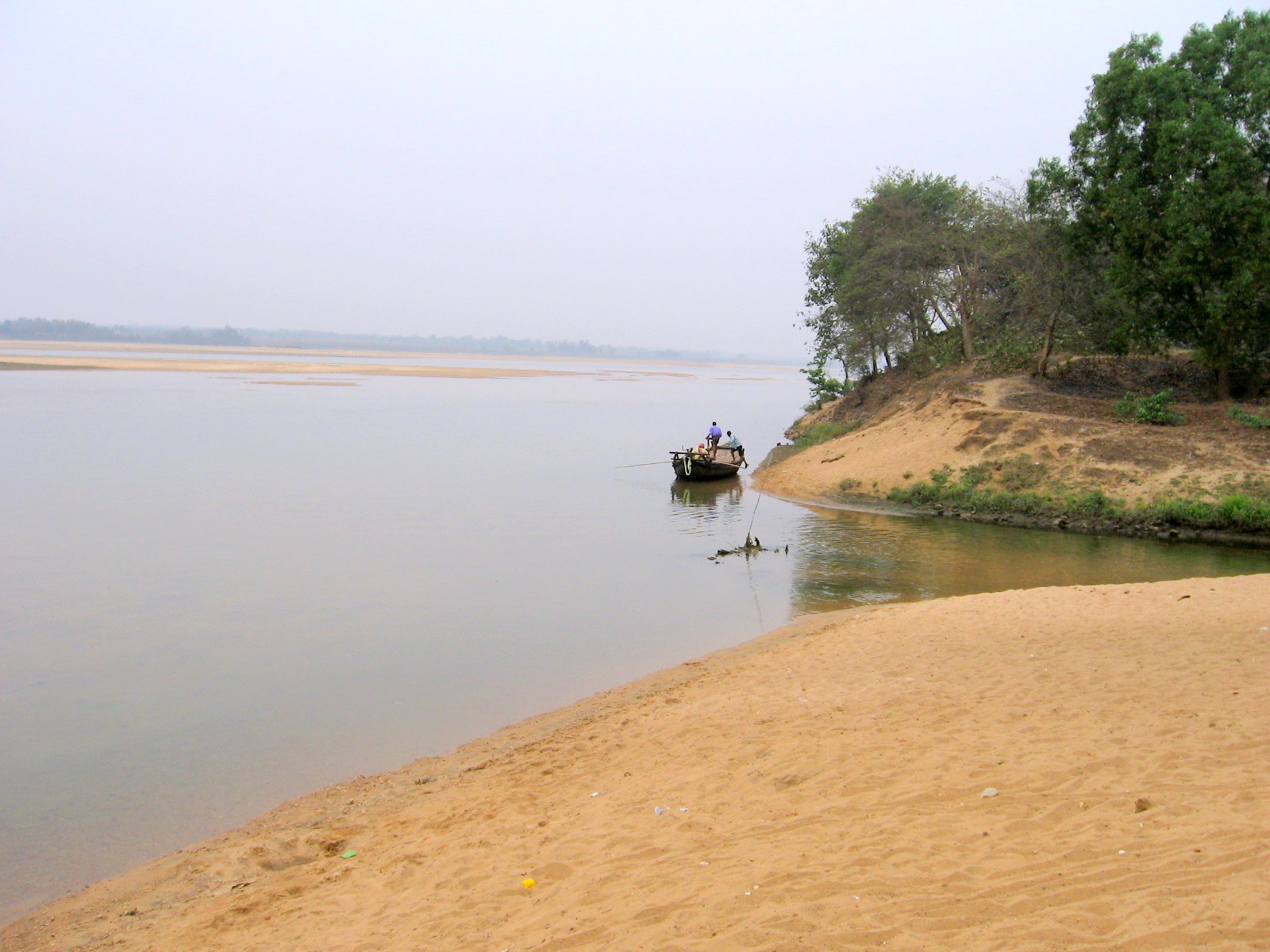
Danodar i sitt nedre lopp.

Damodar är en biflod till Ganges i Sundarban. Floden är 592 km lång och avrinningsområdets area är 23 371 km² och springer under namnet Deonad fram i Khamarpetbergen (1062 m ö.h.) nära Chandwa i Palamau-distriktet. Den rinner genom delstaterna Jarkhand och Västbengalen. Damodar ansluter till Huglifloden från höger.